# La Rançon d'une alliance
La Rançon d'une Alliance es una película dramática congoleña de 1974 dirigida por Sébastien Kamba.

## Sinopsis
Dos tribus, los tsembo y los tsoundi, tienen una alianza en el Congo precolonial después de años de lucha contenciosa. El hijo y la hija de los gobernantes de las tribus están casados para cimentar la alianza. Años más tarde la esposa, Hakoula, tiene un romance con un apuesto esclavo, Bizenga, el cual es asesinado al ser descubiertos. Esta infidelidad desencadena una guerra devastadora entre las tribus.

## Producción
La película es una adaptación de la novela La légende de Mfoumou Ma Mazono de Jean Malonga. Fue el primer largometraje del director Sébastien Kamba, anteriormente conocido por su trabajo documental, y abordó el tema tabú de la esclavitud africana. También fue la primera película producida en la República del Congo después de la independencia. La alianza de rançon d'une se rodó en los idiomas de Kituba y Lingala. Fue producido por Kamba y el Ministère de la Coopération Français.

## Lanzamiento y recepción
Se estrenó en noviembre de 1978 en Estados Unidos en el Museo de Arte Moderno de Nueva York. En general, fue bien recibida. Black African Cinema de Nwachukwu Frank Ukadike la calificó como "una evaluación cinematográfica audaz de las costumbres tradicionales; sin embargo, carece del tipo de espíritu de innovación cinematográfica que podría influir o inducir a otros cineastas negros africanos a reevaluar sus estilos cinematográficos".